# 達里婭·杜金娜
达里娅·亚历山德罗芙娜·杜金娜（羅馬化：Darya Aleksandrovna Dugina，1992年12月15日—2022年8月20日），筆名達里婭·普拉托諾娃（Дарья Платонова），俄罗斯极端民族主义活动者，歐亞主義政治活动家、右翼政治学家、记者，是政治哲学家、社会学家亞歷山大·杜金的女儿。毕业于莫斯科国立大学哲学系哲学史专业，研究重点是晚期新柏拉图主义的政治哲学。2022年6月，她访问了顿涅茨克和马里乌波尔兩個被俄軍佔領的烏克蘭城市。7月，杜金娜被英国列入制裁名单。2022年8月20日晚上9时35分左右，她在莫斯科郊外遭汽車炸彈暗殺身亡，时年29岁。俄罗斯联邦侦查委员会于21日表示，杜金娜身亡案是不明人士幕后策划的刺杀。

## 生平
杜金娜於1992年12月15日出生於莫斯科，為歐亞主義和国家布尔什维克主义者亞歷山大·杜金及哲學家娜塔莉亞·梅倫蒂耶娃（Наталии Мелентьевой）之女。
杜金娜已婚，丈夫姓普拉托諾夫（Платонов）。

### 教育
杜金娜就讀於莫斯科國立大學哲學系，在2012年至2013年學年期間，其前往法國波爾多-蒙田大學完成學術實習。作為這次實習的一部分，她「熟悉法國研究柏拉圖主義的傳統」，並在法國圖書館研究當地資料。杜金娜能說法語，並且結識了法國政治人物瑪麗安·馬雷夏爾-勒龐。
她作為學生時還參與了電子音樂項目「Dasein May Refuse」。她也對法國馬克思主義理論家居伊·德波的哲學感興趣，但後來她改對東正教產生興趣。
杜金娜於2014年畢業於莫斯科國立大學哲學系。畢業後，其進入莫斯科國立大學研究生院就讀，隨後寫了一篇關於古希臘哲學家普羅克洛在柏拉圖政治哲學解讀的博士論文，論文目前仍是「未確認」狀態。

### 媒體活動
在2010年代後期，杜金娜開始以政治學者的身份在媒體上出現。媒體上，她經常評論外交政策，其次是評論國內政治事件。杜金娜曾擔任記者，以化名達莉婭·普拉托諾娃（Дарья Платонова）為《今日俄羅斯》、《紅星電視台》和《沙皇格勒電視台》等國有和政府附屬媒體撰稿。例如在2018年，其在《今日俄羅斯》網站的兩個專欄中預測「馬克龍時代的終結」將很快在法國到來，但她的預測並未實現。她在《生活》一篇文章中對伊曼努爾·馬克龍可能會輸掉2022年法國總統選舉的預測也沒有實現。據《貝靈貓》稱，在2017年法國總統選舉之前，杜金娜參與了俄羅斯試圖影響法國政治人物瑪麗娜·勒龐解除制裁的企圖。
很快，杜金娜開始在廣播和聯邦頻道的中發言，並參與政治話題的直播節目，討論全球主義和地緣政治的話題。2021年11月，在《第一頻道》的社會政治脫口秀節目《時間會證明一切》（Время покажет）中，杜金娜稱烏克蘭為「將俄羅斯從歐洲撕裂」的「警戒線」。
作為政治評論員，杜金娜還出現在其他俄羅斯官方媒體上，包括《糊》和《共青團真理報》等，其是《Geopolitika.ru》網站的專欄作家。杜金娜個人Telegram頻道的文章多次轉貼到在Telegram政治頻道《內茲加爾》（Незыгарь）中。
杜金娜還為她父親杜金的網站《dugin.tv》提供來源。在媒體社區網站《Nutcall》中，杜金娜的電話號碼被杜金列為新聞秘書聯繫號碼。其還曾在歐亞運動活動中擔任演講者。在海報上以「政治學者、哲學家、歐亞青年聯盟導師達莉婭·普拉托諾娃」的身份出現，杜金娜表示對「俄羅斯與歐洲之間的國際關係表現出興趣，在新世界秩序啟動後，這種關係進入了激烈的對抗階段」。在謝爾吉耶夫鎮的歐亞學校，杜金娜做了題為「邊界的形而上學」和「前沿的形而上學」的講座。
杜金娜與《黑色百人團出版社》密切合作，並與其創始人成為朋友。她曾擔任葉夫根尼·普里戈任於2020年創建的《聯合世界國際》網站的主編，這也是她於2022年3月3日被列入美國制裁名單的原因。
直到2020年，杜金娜繼續進行演講，並致力開發柏拉圖哲學的培訓課程。

### 政治觀點
BBC記者指，杜金娜「完全支持她父親的意識形態（歐亞主義）」，並且是亞歷山大·杜金的「左右手」。
杜金娜公開支持2022年俄羅斯入侵烏克蘭。她是《Z書》的作者之一，該書將於2022年秋季發行，其中講述了參與入侵的俄羅斯軍隊的故事。
2022年5月，杜金娜將入侵稱為「文明衝突」。6月，其前往頓涅茨克和馬里烏波爾，拍攝了被毀壞的亞速鋼鐵廠。其與英國記者兼博主格雷厄姆·菲力浦斯和冰島俄羅斯專家豪庫爾·豪克森（Haukur Hauksson）一起準備了一份關於被佔領工廠的報告，該報告後來發表在美國前警官約翰·杜根（John Dougan）的YouTube頻道上。

### 受制裁
由於杜金娜曾擔任《聯合世界國際》網站的主編，其於2022年3月3日被列入美國制裁名單。出於同樣的原因，3月18日紐西蘭和3月25日澳大利亞將杜金娜加入了制裁名單。5月25日，加拿大對杜金娜實施制裁。杜金娜還因涉嫌在互聯網上散佈與俄羅斯入侵烏克蘭有關的虛假信息而受到英國政府的制裁。英國當局解釋了將杜金娜列入制裁名單的原因，因為她「眾所周知是經常和俄羅斯入侵烏克蘭有關的虛假信息來源；支持和促進破壞烏克蘭穩定、破壞或威脅其領土完整、主權或獨立的政策或行動」。2022年5月，杜金娜對她和她的父親受到制裁「表示自豪」。

## 遇刺
杜金娜於當地時間2022年8月20日大約晚上9:00（根據其他消息來源，大約晚上9:30或晚上10:00），在莫斯科大維亞焦梅莫日斯科高速公路的汽車爆炸中死亡，享年29歲。杜金娜參加一年一度的家庭文學和音樂節日「傳統節」後乘豐田陸地巡洋艦回家。杜金娜的父親亞歷山大·杜金本來應該和她同車，但由於某種原因，杜金在最後一刻乘坐另一輛車。據《生意人報》報導，爆炸發生後，車輛失去控制，停下並著火。報導指，後來在車箱內發現了一具嚴重燒傷的屍體。杜金的朋友稱爆炸的汽車屬於杜金，杜金娜通常開另一輛車。然而《共青團真理報》報導指爆炸的汽車屬於杜金娜。
出席「傳統節」的記者德米特里·米哈伊林（Дмитрий Михайлин）說，節日參與者聽到莫日斯科高速公路上的爆炸聲。他本人對此沒有留意，因為阿拉比諾坦克訓練場位於扎哈羅沃附近。他回憶說：「在音樂節上，有沒有『類似』的感覺？沒，沒有。」杜金本人趕到了現場，雙手抱頭，一臉震驚。政治學者謝爾蓋·馬爾科夫（Сергей Марков）說，亞歷山大·杜金在女兒去世後住院，但其再沒有提供有關細節。
關於杜金娜之死，莫斯科牧首基里爾和俄羅斯總統弗拉基米爾·普京向杜金娜家人表示哀悼，普京稱杜金娜為「一個聰明、才華橫溢的人，有著一顆真正的俄羅斯之心」。
8月23日，杜金娜的遗体告别仪式在莫斯科奧斯坦金諾電視塔举行。

### 調查與兇手猜測
俄羅斯調查委員會根據「以一般危險的方式實施謀殺」刑事條款立案調查。該部門在一份聲明中表示：「正在調查所有可能的犯罪原因」。《根據》和《生意人報》報導指，其中一個暗殺原因說法是對亞歷山大·杜金的一次暗殺。莫斯科地區檢察官辦公室接手了此案。隨後，俄羅斯聯邦偵查委員會主席亞歷山大·巴斯特里金（Александр Бастрыкин）指示將杜金娜謀殺案移交俄羅斯聯邦偵查委員會中央辦公室。調查認為，兇手是受命執行暗殺，在司機一側的車底下安裝了爆炸裝置。根據《塔斯社》報導指，爆炸裝置的容量為400克TNT。部分炸彈殘骸被送往相關部門檢驗。
8月22日，《塔斯社》援引執法機構消息人士，表示杜金娜遇難的汽車是被遠程遙控炸毀。同一天，俄羅斯聯邦安全局宣布謀殺案已經破案：「犯罪是由烏克蘭特種部隊準備和實施的。」俄羅斯聯邦安全局將一名烏克蘭女公民娜塔莉亞·帕夫里芙娜（Наталія Павлівна）列為嫌疑人，並提供其烏克蘭軍證照片。安全局指其在亞速團服役，於7月23日與12歲的女兒進入俄羅斯，在杜金娜所住楼房租了一套公寓，以便摸清杜金娜的生活习惯。帕夫里芙娜於8月22日與女兒參加杜金娜在場的「傳統節」，在爆炸後逃往愛沙尼亞。頓涅茨克人民共和國領導人傑尼斯·普希林聲稱烏克蘭當局是爆炸的幕後黑手。而俄羅斯政府官員懷疑暗殺是由烏克蘭主使，並表示如果愛沙尼亞方面不交出兇手，俄羅斯將採取強硬措施。
烏克蘭當局否認參與暗殺，稱「我們不是俄羅斯聯邦那樣的犯罪國家，更不是恐怖主義國家。」乌克兰国防情报局表示乌克兰国民警卫队没有参与汽车爆炸，并表示杜金和他的女儿都是边缘人物，不是乌克兰的兴趣点。而亞速團在簡報會稱，俄羅斯聯邦安全局宣稱所拾獲的軍證非亞速團士兵的證件，亞速團持證者是穿著多地形迷彩服的。而在證件照片中，持證者則是穿著烏克蘭國民警衛隊制服，證件有鉛筆寫上因結婚而換證。亞速團表示此類證件在馬里烏波爾隨處可見，實際是俄羅斯聯邦安全局倉促組裝、構思不當的假證據。亞速團表示團內沒有女性戰鬥員，遑論是上校軍銜的女性。
據居住在基輔的前國家杜馬議員伊利亞·波諾馬廖夫所說，杜金娜謀殺案是一個與弗拉基米爾·普京政權鬥爭的地下組織「國民共和軍」所為。據他宣稱，他一直與聲稱對此負責的團體保持聯繫。波諾馬列夫指出，游擊隊員不只打算暗殺杜金娜，還包括她的父親亞歷山大·杜金，而且汽車被炸毀的日子亦非隨機選擇。就在爆炸的一年前，杜金在VKontakte推文寫這句話：「殺不死我的東西，就會殺別人去（То, что меня не убивает, убивает кого-то еще.）。」
亞歷山大·杜金8月22日對杜金娜之死作出反應，稱暗殺是「納粹烏克蘭政權犯下的恐怖行為」，並補充說「我們只需要勝利」。
聯合國秘書長發言人斯特凡·杜加里克呼籲對杜金娜謀殺案進行調查。
天主教教宗方濟各稱杜金娜為「戰爭的無辜受害者」並表示哀悼。
美國情報官員認為，达莉娅·杜金娜遇刺可能是烏克蘭政府內部人士背後策劃。

### 身後榮譽
俄羅斯總統弗拉基米爾·普京於2022年8月22日因「表彰在履行職責時表現出的勇氣和奉獻精神」，追授杜金娜勇氣勳章。
- 勇氣勳章[54][55]